# Olga Tufnell

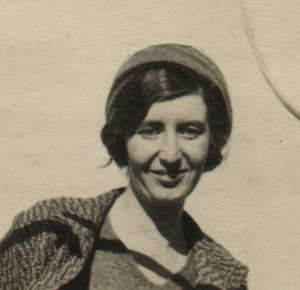
Olga Tufnell, wohl in den 1930er Jahren

Olga Tufnell FSA (* 26. Januar 1905; † 11. April 1985 in London) war eine britische Archäologin, die in der Vorderasiatischen Archäologie und der Ägyptologie wirkte.
Als Schülerin von Flinders Petrie kam Tufnell in den 1920er Jahren zur Vorderasiatischen Archäologie und war bald ein fester Bestandteil von Petries Ausgrabungsteam. Anfang der 1930er Jahre schloss sie sich dem neuen Team um Petrie-Schüler James Leslie Starkey an, der eine große Ausgrabung am Fundplatz Tell ed-Duwer südlich von Jerusalem im damaligen Völkerbundsmandat für Palästina initiierte. In den folgenden Jahren konnte das Team um Starkey, Tufnell und Gerald Lankester Harding beweisen, dass dort die antike Stadt Lachisch zu verorten ist.
Mit Starkeys Ermordung 1938 und dem Ausbruch des Zweiten Weltkriegs endeten die Grabungen. Tufnell widmete sich über die nächsten Jahrzehnte der Publikation der Ausgrabungsfunde, wobei sie für drei von vier Bänden der veröffentlichten Ergebnisse verantwortlich zeichnete. Spätere Forschungen widmete sie Skarabäen, die sie zu typisieren versuchte. Auf dieser Basis schlug sie gemeinsam mit William A. Ward eine chronologische Abfolge verschiedener Skarabäen-Typen vor, um die Datierung von mit individuellen Skarabäen assoziierten Fundstücken zu erleichtern. Kurz vor ihrem Tod wurde sie 1985 mit einer Festschrift geehrt; 2021 veröffentlichten John D. M. Green und Ros Henry eine Edition ihrer Briefe und Fotografien aus der Zeit ihrer Feldforschungen.

## Leben

### Herkunft und Schulbildung
Die 1905 geborene Tufnell entstammte väterlicherseits einer wohlhabenden Familie aus Essex, die ihren Reichtum durch landwirtschaftlichen Grundbesitz und ein von Barclays übernommenes Bankhaus gemacht hatte. Mehrere Mitglieder der Familie dienten als High Sheriff of Essex. Auch die Familie ihrer Mutter gehörte der Oberschicht Englands an und hatte enge geschäftliche Verbindungen nach Amerika. Der deutsch-britische Ingenieur und Unternehmer Adolf Friedrich Lindemann war mütterlicherseits ihr Stiefgroßvater. Gemeinsam mit ihren zwei Brüdern wuchs Tufnell in einem Landhaus auf dem Anwesen ihrer väterlichen Familie in Great Waltham auf. 1912 brach ihre Mutter mit ihr und ihrem jüngeren Bruder nach Belgien auf, wo sie für zwei Jahre auf ein Internat nahe Brügge geschickt wurde.
Kurz vor dem Ausbruch des Ersten Weltkriegs kehrte die Familie nach England zurück, wo Tufnell zunächst Privatunterricht im Londoner Stadtteil Kensington erhielt und dann auf das Anwesen von Daisy Greville, Countess of Warwick in Essex geschickt wurde, wo sie zusammen mit Grevilles jüngster Tochter von einer Gouvernante erzogen wurde. Ab 1918 besuchte sie mit der New Hall School ein katholisches Internat in Chelmsford, bevor sie für einige Zeit an der Schauspielschule Italia Conti in London studierte. 1921 versuchte sie vergeblich, die Oxford Local Examinations als Schulabschluss zu bestehen; ein schlechtes Ergebnis in der Mathematikprüfung verstellte ihr den Weg zum Abschluss. Danach besuchte sie sechs Monate lang die English-Italian School in Florenz, wo sie in der Mädchenpension einer Cousine lebte.

### Erste Jahre in der Archäologie
1922 kehrte Tufnell nach London zurück. Ihre Mutter vermittelte ihr anschließend über eine Freundin, der Ägyptologin Hilda Petrie, eine Anstellung in der archäologischen Abteilung des University College London, die von Petrie, ihrem Ehemann Flinders Petrie und Margaret Alice Murray angeführt wurde. Offiziell ab Juli 1922 als assistierende Sekretärin der mit dem UCL zusammenarbeitenden British School of Archaeology in Egypt angestellt, arbeitete Tufnell von London aus und unterstützte insbesondere die Organisation und Durchführung der jährlichen Ausstellung der archäologischen Funde, die die Petries und ihr Team in der jeweils vorangegangenen Ausgrabungskampagne gefunden hatten. Im Laufe der nächsten Jahre leistete Tufnell auch administrative Unterstützung bei der Finanzierung des Instituts und bei der Publikation des hauseigenen Magazins Ancient Egypt. Hin und wieder erhielt sie auch die Möglichkeit, bei der Erfassung ausgegrabener Keramiken zu helfen. Durch ihre jahrelange Arbeit als Assistentin erwarb sie sich das Vertrauen von Flinders Petrie, der sie zunehmend an die praktische Archäologie heranführte. 1927 ging sie gemeinsam mit Myrtle Broome nach Ägypten, um dort für Flinders Petrie in Qau el-Kebir Grabreliefs zu dokumentieren.

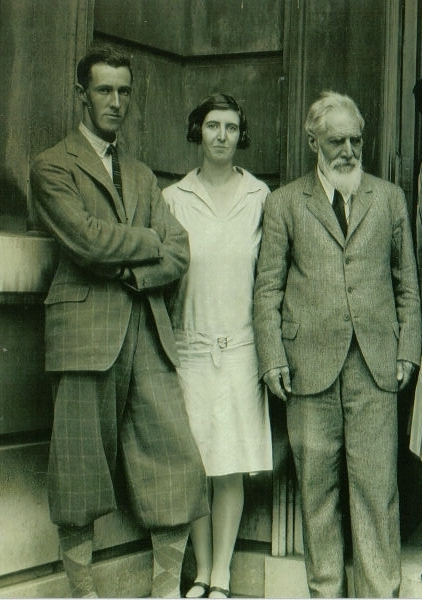
Gerald Lankester Harding, Olga Tufnell und Flinders Petrie (von links nach rechts) im Jahr 1930

Von Ägypten aus reiste Tufnell zusammen mit einigen Mitgliedern des Flinders-Teams wie Gerald Lankester Harding in das damals von Großbritannien kontrollierte Mandatsgebiet Palästina zum Fundplatz Tell el-Farʿah bei Ofakim, wo die große Ausgrabung des Teams in der Kampagne stattfinden sollte. Dort vermutete Petrie auf Basis etymologischer Erwägungen das biblische Beth-pelet. Da Petrie selbst zunächst in London blieb, leitete sein Schüler James Leslie Starkey die ersten Monate der Ausgrabung, ehe Petrie zur Kampagne 1928 die Leitung vor Ort übernahm. Tufnell war als Hauptassistentin an den Ausgrabungen beteiligt. Zu ihren Aufgaben gehörten Erste-Hilfe-Maßnahmen und die Beaufsichtigung der Hilfsarbeiter, aber auch die Erfassung und das Zeichnen der Fundstücke. Petrie zeigte sich bald beeindruckt von Tufnells Arbeit und ermunterte sie, unter eigenem Namen die Ergebnisse ihrer Forschungen an einem Friedhof in Tell el-Farʿah zu publizieren. Ein entsprechendes von Tufnell verfasstes Kapitel wurde in Flinders Ausgrabungsbericht Beth-Pelet I veröffentlicht.
Nach zwei Grabungskampagnen entschied sich Tufnell, eine Pause von den Ausgrabungen in Tell el-Farʿah zu nehmen. Petrie versuchte erfolglos, ihr eine Stelle bei den Ausgrabungen in Megiddo zu verschaffen, wo dafür aber keine Kapazitäten vorhanden waren. Stattdessen reiste sie 1929 nach Britisch-Zypern. Dort erkundete sie die Kultur der Insel und arbeitete nebenher für die schwedische Zypernexpedition unter Einar Gjerstad, die diverse archäologische Fundplätze auf Zypern untersuchen wollte, um eine archäologische Chronologie der Insel zu entwerfen. Tufnell begleitete die Expedition zu manchen Fundorten, arbeitete aber hauptsächlich im Cyprus Museum, wo sie Zeichnungen zypriotischer Keramik anfertigte. 1930 kehrte sie nach Palästina zurück, wo sie sich wieder dem Petrie-Team anschloss. Zusammen mit James Leslie Starkey und Gerald Lankester Harding verantwortete sie die neuen Ausgrabungen des Petrie-Teams am Fundplatz Tell el-Ajjul nahe Gaza. Tufnell war als Ausgräberin an den Ausgrabungen beteiligt und übernahm erneut die Rolle der Aufsichtsperson; zudem zeigte sie sich wieder für die medizinische Versorgung der Archäologen verantwortlich, die sie auch der lokalen Bevölkerung zukommen ließ. Während ihrer eigenen archäologischen Forschung vor Ort entdeckte Tufnell ein Hyksosgrab mit dem Skelett eines Einhufers, das als bedeutendster Fund der Grabung gewertet wurde. Mit den Ausgrabungen in Tell el-Ajjul etablierte sich Tufnell in Petries Kreis als respektierte Archäologin und geschätztes Teammitglied.

### Ausgrabungen in Lachisch

#### Beginn der Ausgrabungen
Parallel kam es immer verstärkt zu Konflikten zwischen einigen Petrie-Schülern und den Petries selbst. Zum einen wurden der strenge Führungsstil von Flinders Petrie und die Idiosynkrasien seiner Ehefrau kritisiert, zum anderen sein fachlicher Ansatz von den jungen Archäologen in Frage gestellt. Insbesondere James Leslie Starkey fühlte sich bereit, eine eigene Ausgrabung zu leiten. Dafür rekrutierte er mehrere andere Schüler Petries, darunter auch Gerald Lankester Harding. Obgleich Tufnell mit Petrie weiterhin gut auskam, entschied sie, sich Starkey und Harding anzuschließen. Nach Ende der Ausgrabungskampagne 1931/1932 machten sich Starkey, Harding und Tufnell auf die Suche nach einem eigenen Ausgrabungsort. Zur Wahl standen hauptsächlich der Fundplatz Tell ed-Duwer südlich von Jerusalem, an dem man die antike israelische Stadt Lachisch vermutete, und der Fundplatz Tel Erani, den man mit der biblischen Stadt Gat gleichzusetzen suchte. Auf Basis einer von Tufnell erstellten Zusammenfassung des Forschungsstandes entschied sich der wichtigste Mäzen des Projekts, Henry Wellcome, eine Ausgrabung in Tell ed-Duwer zu finanzieren. Dort begannen Starkey, Harding und Tufnell 1932 erste Ausgrabungen, die zunächst von Wellcome und dem US-amerikanischen Archäologen Harris Dunscombe Colt finanziert wurden und deshalb unter dem Namen British and American Wellcome-Colt Archaeological Research Expedition firmierten. Während die Finanziers um Wellcome, Charles Marston und Robert Ludwig Mond vor allem auf die Aufspürung eines biblischen Ortes hofften, interessierte sich Starkey insbesondere für mögliche ausländische Einflüsse auf das israelitische Palästina, gerade in Hinblick auf die Interaktion zwischen Ägypten und Mesopotamien und die sogenannten Seevölker.
Tufnells Aufgaben in Lachisch umfassten eigene Ausgrabungen, die Erfassung, Katalogisierung und Zeichnung von Fundstücken und erneut die medizinische Versorgung der Archäologen und Hilfsarbeiter, die sie auch der lokalen Bevölkerung zukommen ließ. Um dieser Aufgabe gerecht zu werden, machte sie zusätzlich eine medizinische Ausbildung in Jerusalem. Während sie zuvor vor allem Malariafälle behandelt hatte, traten in Tell ed-Duwer vor allem Augenkrankheiten wie Konjunktivitis und Trachome auf, die Tufnell bald zu behandeln wusste. Archäologisch brachte die erste Ausgrabungskampagne die Entdeckung eines persischen Gouverneurssitzes, eisenzeitlicher Stadtbefestigungen und eines Palastes aus der gleichen Zeit und einige bronzezeitliche Funde hervor, die vielversprechend aufgenommen wurden. Wenngleich zunächst kein definitiver Beweis vorlag, deuteten diese ersten Indizien darauf hin, dass Tell ed-Duwer tatsächlich der Ort von Lachisch war. Zugleich machten die schiere Masse an Funden und die Größe des Fundplatzes eine langfristige Ausgrabung notwendig. Da Colt als Unterstützer der Ausgrabungen absprang und ein eigenes Projekt in Sobata zu verfolgen begann, aber sich die drei anderen Finanziers angesichts der Entdeckungen bestätigt sahen und ihr Engagement fortsetzten, wurden die Ausgrabungen unter dem offiziellen Namen Wellcome Archaeological Research Expedition in the Near East fortgeführt.

#### Bedeutende Funde

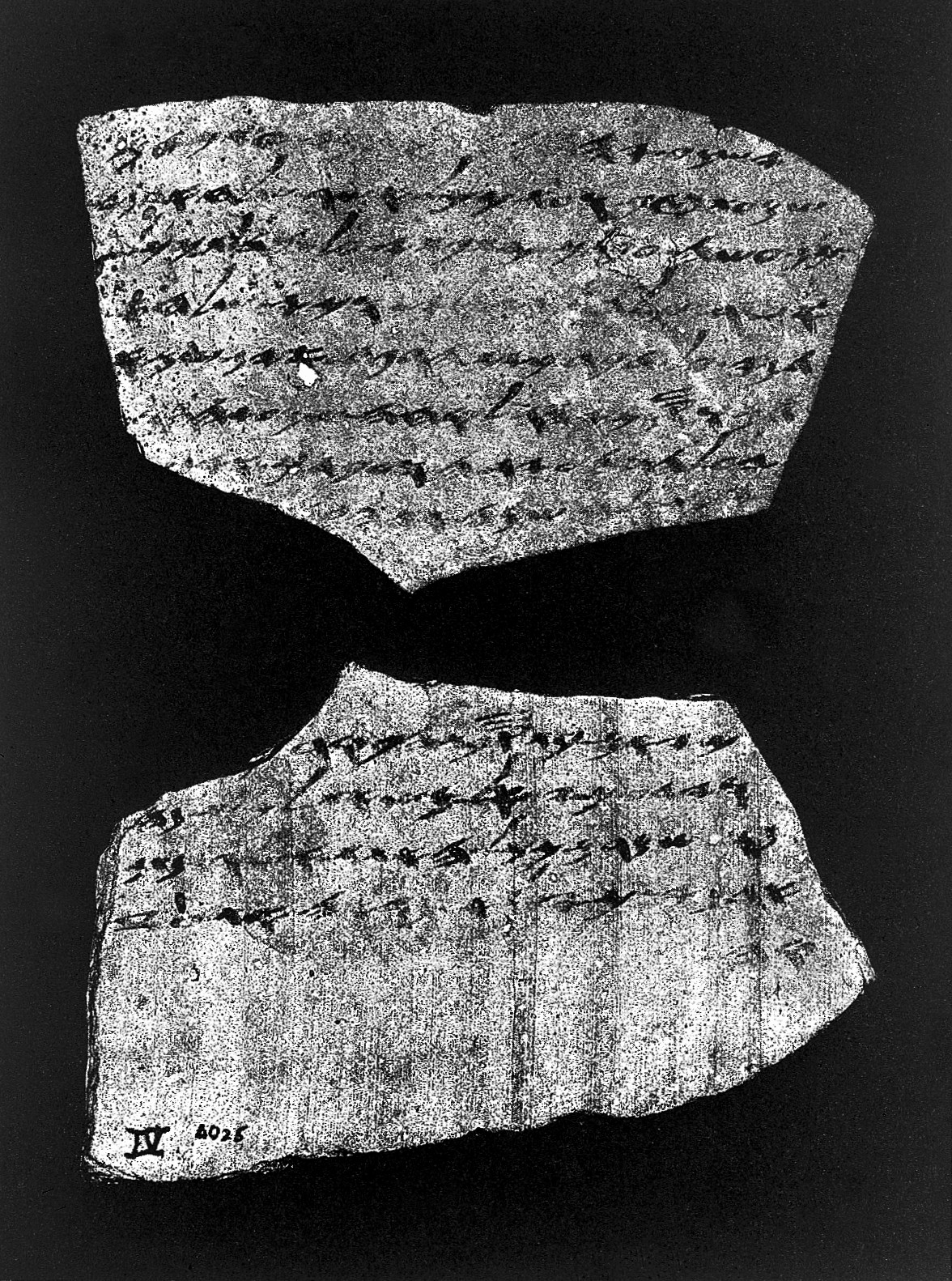
Eine der Keramikscherben, die die sogenannten Lachisch-Briefe konstituieren (hier der so bezeichnete vierte Brief)

In der zweiten Ausgrabungskampagne erforschte Tufnell weiter die eisenzeitlichen Stadtbefestigungen, auf die sie sich bereits in der ersten Kampagne konzentriert hatte. Zugleich arbeitete die Expedition weiter an den persischen Überresten, unter denen neben dem Gouverneurspalast auch eine Kultanlage im Fokus standen. Insbesondere konnte das Team aber bedeutende Funde aus der späten Bronzezeit vermelden. Darunter war ein später als Fosse-Tempel bezeichnetes Kultgebäude, in dem sich Keramiken, Schmuck und Figuren fanden. In der Nähe zum Tempel entdeckten die Archäologen den sogenannten Lachisch-Krug, der wegen seiner Bemalung und einer proto-kanaanäischen Inschrift als wichtiger Fund bewertet wurde. Die dritte Grabungskampagne brachte zunächst diverse Gräberfelder aus verschiedenen Perioden zum Vorschein. Zugleich fanden sich Hinweise auf eine frühe Besiedlungsphase, die ihren Anfang in der Kupfersteinzeit zu nehmen schien und bis in die frühe Bronzezeit reichte. Im Januar 1935 machte das Team mit den Lachisch-Briefen die bedeutendste Entdeckung der gesamten Ausgrabung: Achtzehn in einer protohebräischen Schrift beschriebene Ostraka, die das Grabungsteam in die Zeit des zweiten Israelfeldzugs des babylonischen Königs Nabū-kudurrī-uṣur II. und der babylonische Eroberung Jerusalems im Jahr 587 v. Chr. datierte, waren fast alle an einen israelitischen Kommandeur namens Ya’osh adressiert, der in Lachisch stationiert gewesen war. Zum einen belegten die Scherben mehrere Informationen des Jeremia, zum anderen bewiesen die Ostraka, dass es sich bei Tell ed-Duwer tatsächlich um die antike Stadt Lachisch handelte. 16 der Tonscherben waren von dem arabischen Archäologen Hasan ʿAwad al-Qatshan entdeckt worden, die zwei anderen wurden anschließend von Harding und Tufnell gefunden. Die folgende Grabungskampagne blieb ohne eine ähnlich herausragende Entdeckung, wenngleich die Erforschung der Stätte gut voranschritt. Unter anderem fand man Spuren einer assyrischen Eroberung der Stadt, darunter die Knochen hunderter Opfer einer assyrischen Belagerung.
Mit dem Tod von Henry Wellcome im Sommer 1936 verloren die Ausgrabungen in Lachisch ihren wichtigsten Mäzen, doch Charles Marston erhöhte seine eigene Förderung des Projektes entsprechend und sicherte so die Fortführung der Ausgrabungen, die fortan offiziell unter dem Namen Wellcome-Marston Archaeological Research Expedition to the Near East firmierten. Zudem hatte sich Anfang 1936 Gerald Lankester Harding von dem Projekt verabschiedet, da er zum Leiter der transjordanischen Antikenbehörde bestimmt worden war. Trotz dieser Veränderungen machte das Team um Starkey und Tufnell auch in der Ausgrabungskampagne 1936/1937 wichtige Fortschritte, darunter bei der Ausgrabung des Stadttors von Lachisch, einer römischen Straße und bronzezeitlicher Gräber, in denen sich diverse Skarabäen fanden. Zugleich fanden sie erstmals auch eine bedeutende Anzahl von Objekten aus der späten Bronzezeit, wenngleich es sich nur um später durcheinandergebrachte Aufschüttungen handelte. Unter den Funden waren mykenäische und ägyptische Keramiken. Die Kampagne 1937/1938 brachte die Entdeckung einer weiteren Tempelanlage mit sich, die den Namen Akropolis-Tempel erhielt.

#### Ende und Nachbereitung
Über die Jahre unterhielt das Ausgrabungsteam manchmal komplizierte, aber letztlich doch gute Beziehungen zu den einheimischen Arabern, die mitunter als Hilfsarbeiter angestellt wurden und denen Tufnell auch medizinische Hilfe leistete. Der Arabische Aufstand ab 1936 beeinträchtige die Forschungsarbeiten kaum. Als James Leslie Starkey im Januar 1938 auf einer Reise von bewaffneten Arabern ermordet wurde, war das Team in Lachisch umso mehr schockiert. Während Tufnell die Beerdigung Starkeys in Jerusalem organisierte, stellte die Ermordung Starkeys die Fortführung der Ausgrabungen in Lachisch in Frage, nicht zuletzt aus Sorge um die Sicherheit der Archäologen. Nach einigen Beratungen entschieden sich die Archäologen und die Mäzene, die Ausgrabung mit mehr Sicherheitspersonal zunächst fortzuführen, um zumindest an vielversprechenden Stellen weiter arbeiten zu können. Kommissarisch übernahm zunächst der Archäologe Charles H. Inge die Leitung der Grabung, ehe sich Gerald Lankester Harding im März 1938 beurlauben ließ und als neuer Leiter der Ausgrabungen nach Lachisch zurückkehrte. Auch Tufnell beteiligte sich nunmehr an der Leitung der Ausgrabung. Dennoch planten die Archäologen und Mäzene, die Ausgrabungen in absehbarer Zeit einzustellen, um sich auf die Auswertung der Funde und deren Publikation zu konzentrieren. Der Ausbruch des Zweiten Weltkriegs 1939 beendete die Ausgrabungen schließlich dauerhaft.
Anschließend begann man mit der systematischen Auswertung der Funde und deren Publikation, für die sich Tufnell ausgehend von einem Büro am archäologischen Institut des University College London (UCL) über die nächsten Jahre zu bedeutenden Teilen verantwortlich zeigte. Unterstützung erhielt sie dabei von einem kleinen Kreis von Assistenten. Obgleich sie permanent am UCL residierte, wurde sie nie formal von der Universität angestellt, sondern agierte unter der Schirmherrschaft der Wellcome Foundation, einer Stiftung des verstorbenen Henry Wellcome. Eine Position im akademischen Betrieb hielt sie nie. Ihre Arbeit an den Funden von Lachisch wurde nur vom Zweiten Weltkrieg unterbrochen, während dem sie zunächst als Luftschutzbeauftragte diente und dann für die arabische Sparte der British Broadcasting Corporation arbeitete. Wenngleich Tufnell an der Ausarbeitung des ersten Bandes der Forschungsergebnisse, jener über die sogenannten Lachisch-Briefe, nicht in wesentlicher Funktion beteiligt war, bewerkstelligte sie die Publikation der übrigen drei Bände nahezu allein. Der 1940 erschienene zweite Band behandelte den sogenannten Fosse-Tempel, der dritte Band im Jahr 1953 umfasste die Forschungsergebnisse zur Eisenzeit und der abschließende vierte Band aus dem Jahr 1958 detaillierte die bronzezeitlichen Funde. In Anerkennung ihrer Arbeit wurde Tufnell 1951 auf Vorschlag von John Garstang zum Fellow der Society of Antiquaries of London gewählt.

### Spätere Feldforschungen und Arbeiten zu Skarabäen
Mit dem Ende ihrer Arbeit an den Lachisch-Berichten verließ Tufnell das Institute of Archaeology, wo sie in der Zwischenzeit eine enge Freundschaft mit Kathleen Kenyon begründet hatte. Anschließend nahm sie bis zum Ende der 1950er Jahre an Ausgrabungen in Nimrud im Irak teil, bevor sie 1959 in den Jemen reiste, um dort traditionelle Keramiktechniken zu studieren. In den frühen 1960er Jahren gründete sie gemeinsam mit Violet Barbour, Ehefrau des BBC-Korrespondenten Nevill Barbour, in Jerusalem das Palestine Folk Museum, das sich palästinensischen Volkstraditionen widmete. Tufnells Interesse an diesem Thema ging zurück auf jene Jahre, die sie als Archäologin in Palästina verbracht hatte. 1965 kuratierte sie eine große Ausstellung im Victoria and Albert Museum zu vorderasiatischer Archäologie anlässlich des 100. Gründungsjubiläums des Palestine Exploration Fund, die anschließend als Wanderausstellung auch in anderen britischen Museen und im Libanon gezeigt wurde. Während der Vorbereitung der Ausstellung arbeitete sie auch mit Gerald Lankester Harding zusammen, der mehrere botanische Exponate identifizierte. Parallel hielt Tufnell verstärkt Vorträge über ihre Arbeit in der vorderasiatischen Archäologie vor britischem und US-amerikanischem Publikum. Weitere Forschungen zu lokalen Keramiktechniken führten sie in den 1960er Jahren ins tunesische Djerba.

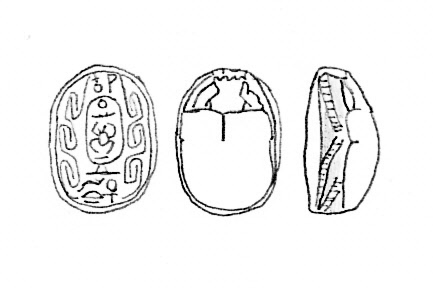
Einige von Tufnell erforschte Skarabäen in ihrer eigenen Zeichnung, hier Beispiele aus dem Ägypten der 14. Dynastie

Ausgehend von den Funden in Lachisch entwickelte Tufnell ein Interesse an Skarabäen, die häufig gefunden wurden und sich ihrer Meinung nach durch unterschiedliche Charakteristika zur Datierung von zusammenhängenden Fundstücken eigneten. Ansätze dieser Forschung finden sich bereits in den von ihr herausgegebenen Lachisch-Forschungsberichten, doch Tufnell intensivierte ihre Bemühungen in den 1960er Jahren nochmals. Die Erforschung von Skarabäen aus Ägypten und Palästina, in Kooperation mit dem US-amerikanischen Ägyptologen William A. Ward, wurde zu ihrem neuen Forschungsschwerpunkt. Tufnell konzentrierte sich dabei vor allem auf Ähnlichkeiten zwischen den Charakteristika ägyptischer und palästinensischer Skarabäen, um die bekannten Abfolgen von Skarabäenstilen aus den beiden Regionen im zweiten Jahrtausend vor Christus angleichen zu können. Ein besonderes Augenmerk legte sie auf die Zweite Zwischenzeit und insbesondere die Hyksos. Eine erste richtungsweisende Studie anhand von Skarabäen aus dem sogenannten Montet-Krug (englisch Montet Jar) aus Byblos publizierten Tufnell und Ward 1966, gefolgt von einem zweibändigen Forschungsbericht mit dem Titel Studies on Scarab Seals, dessen erster Band 1981 von Ward und dessen zweiter Band 1984 von Tufnell verantwortet wurde. Darin entwarf Tufnell anhand verschiedener Gestaltungsmerkmale von Fundstücken aus diversen Fundplätzen aus Ägypten und der südlichen Levante eine Typologie von Skarabäen mit Schwerpunkt auf das frühe 2. Jahrtausend vor Christus und beschrieb zwölf Arten mit jeweils mehreren Untergruppen, für die sie eine chronologische Abfolge vorschlug. Zuletzt experimentierte Tufnell in der weiteren Erforschung von Skarabäen mit der Nutzung von Computertechnologie, die sie zum Messen, Aufzeichnen und Vergleichen von Fundstücken nutzte.

### Würdigungen
Wenngleich sich Tufnell somit anderen Projekten zuwandte, blieb sie mit den Ausgrabungen in Lachisch verbunden und ermunterte israelische Archäologen zu weiteren Forschungen. Dies führte zu einer neuen Ausgrabung unter David Ussishkin ab 1973. Ein Jahr zuvor besuchte Tufnell Lachisch zum ersten Mal seit 1939. Als sie im 1983 auf Einladung des neuen israelischen Grabungsteams unter Ussishkin ein zweites Mal nach Lachisch zurückkehrte, wurde sie dort mit einem großen Empfang geehrt. Damalige Ausgrabungen am Fundplätzen bestätigten trotz der Nutzung weiterer Technologien frühere Einschätzungen von Tufnell zur Datierung der Fundhorizonte, die in der Forschung kontrovers diskutiert worden waren. Im Vereinigten Königreich erschien 1985 eine von Jonathan N. Tubb herausgegebene Festschrift zu ihren Ehren, das an ein Oral-History-Interview von Tufnell durch Tubb anschloss. In einem biografischen Abriss zu Beginn des Büches würdigte Ros Henry sie als „eine wegweisende Seele der Archäologie in Palästina der Zwischenkriegszeit“ und „jetzt eine der am meisten bedeutenden und wertgeschätzten Personen des Faches“. Fast zeitgleich, im April 1985, verstarb Tufnell kurz nach ihrem 80. Geburtstag in London.
In einem Nachruf im Archiv für Orientforschung hob Richard David Barnett Tufnells Herausgabe der Lachisch-Forschungsberichte hervor, die ein herausragender Beitrag zur archäologischen Erforschung von Lachisch und zur vorderasiatischen Archäologie insgesamt gewesen seien. Auch ihre Monografie über die Typologisierung und Chronologisierung von Skarabäen sei „monumental“ gewesen. Tufnell sei die letzte noch lebende Schülerin Petries und das letzte Mitglied jener Gruppe britischer Archäologen gewesen, die während der Mandatszeit Feldforschungen in Palästina betrieben hatten, und habe nur wegen ihrer „Bescheidenheit und scheuen Natur“ weniger Anerkennung in Fachkreisen erhalten, als ihr zugestanden hätte. Zu einer ähnlichen Einschätzung kamen Ros Henry und Vronwy Hankey in einem weiteren Nachruf für die Fachzeitschrift Levant. Sie habe nicht nur zu Lachisch, sondern auch zu Skarabäen wichtige Forschungen geleistet und mit der Nutzung von Computertechnologie zur Erforschung von Fundstücken eine Vorreiterrolle in der Ägyptologie eingenommen. Henry und Hankey stellten heraus, dass Tufnell einer der letzten Archäologen ohne formale universitäre Ausbildung gewesen sei. Im Rahmen einer Quellenedition ihrer Briefe und Fotografien aus der Zeit ihrer Feldforschungen resümierten John D. M. Green und Ros Henry 2021, dass Tufnell zur zweiten Generation britischer Archäologinnen gehört habe und eine Vorreiterin für Frauen in der Archäologie gewesen sei. Im Gegensatz zu Zeitgenossinnen wie ihrer Freundin Kathleen Kenyon, Gertrude Caton-Thompson und Dorothy Garrod sei ihr Lebenswerk aber in Vergessenheit geraten.

## Veröffentlichungen (Auswahl)
- mit Charles H. Inge und Gerald Lankester Harding: Lachish II: The Fosse Temple (= The Wellcome-Marston Archaeological Research Expedition to the Near East Publications. Band 2). Oxford University Press, London 1940.
- Lachish III: The Iron Age (= The Wellcome-Marston Archaeological Research Expedition to the Near East Publications. Band 3). Oxford University Press, London 1953.
- Lachish IV: The Bronze Age (= The Wellcome-Marston Archaeological Research Expedition to the Near East Publications. Band 4). Oxford University Press, London 1958.
- Studies on Scarab Seals and Their Contribution to History in the Early Second Millennium B. C. (= Studies on Scarab Seals. Band 2). Aris & Phillips, Warminster 1984, ISBN 0-85668-130-X (Part 1), ISBN 0-85668-279-9 (Part 2).